# Newcastle Brown Ale
La Newcastle Brown Ale è una birra attualmente prodotta dalla Heineken, ma messa in commercio per la prima volta nel 1927 a Newcastle upon Tyne, Inghilterra, dal produttore Newcastle Breweries, che divenne Scottish & Newcastle nel 1960. Nel 2005 lo stabilimento venne portato per la prima volta fuori Newcastle, sull'altra riva del fiume Tyne, a Dunston, un sobborgo di Gateshead. Quindi nel 2010 la produzione fu spostata completamente a Tadcaster nel North Yorkshire.
A Newcastle, la birra viene spesso chiamata familiarmente 'Dog' ('cane'). Tale soprannome deriva dalla forma idiomatica "seeing a man about a dog", utilizzata per giustificare l'assenza di qualcuno e per nascondere il reale motivo di tale assenza, ad esempio l'essere scesi di casa per andare a bere.

## Storia

### Origini
La Newcastle Brown Ale fu creata dal Colonnello J. Porter nel 1925. La ricetta, comunque, venne progressivamente adattata durante i primi tre anni di produzione per ottenere il suo caratteristico gusto. Alla prima uscita ufficiale, la Newcastle Brown Ale sbaragliò la concorrenza al prestigioso International Brewery Awards del 1928. Le medaglie d'oro vinte in quell'occasione sono ancora oggi raffigurate sull'etichetta.
La produzione della Newcastle Brown Ale iniziò nel 1927 presso il birrificio sul Tyne, un sito occupato dalle Newcastle Breweries a partire dal 1890. Il lancio della Newcastle Brown viene ricordato come un successo immediato, tanto che il giorno successivo la Polizia chiese una riduzione della sua gradazione alcolica, perché le celle erano già piene.
Il logo con la stella blu fu introdotto sulle bottiglie della Newcastle Brown Ale nel 1928, l'anno successivo al lancio. Le cinque punte della stella rappresentano i cinque birrifici originari di Newcastle.
La Newcastle Brown Ale divenne un marchio della Scottish & Newcastle in seguito alla fusione di Scottish Brewers e Newcastle Breweries nel 1960.

### Trasferimento a Gateshead
La Scottish & Newcastle annunciò la chiusura dello stabilimento sul Tyne il 22 aprile 2004, con l'obiettivo di unificare la produzione di birra nello stabilimento di Dunston, in Gateshead, che era diventato proprietà della Scottish & Newcastle in seguito all'acquisizione della Federation Brewery, dalla quale nacque una nuova società, la Newcastle Federation Breweries.
L'ultimo lotto di Brown Ale ad uscire dal birrificio sul Tyne fu prodotto nel maggio 2005. Prima del trasferimento vennero effettuate delle prove di produzione a Dunston per verificare che il suo caratteristico gusto non subisse delle modifiche a causa dello spostamento.

### Trasferimento a Tadcaster
Nel 2007 l'imbottigliamento della Newcastle Brown Ale fu spostato nel birrificio John Smith di Tadcaster, North Yorkshire.
La Heineken acquisì la Scottish & Newcastle a seguito di un accordo con la Carlsberg nel 2008.
Il 13 ottobre 2009 la Scottish & Newcastle annunciò che era intenzionata a chiudere l'impianto di Dunston, per trasferire anche la produzione della Brown Ale a Tadcaster. La società giustificò la scelta con il crollo globale nel mercato della birra, l'eccessiva capacità produttiva dei propri impianti, e il fatto che lo stabilimento di Dunston operava solo al 60% del suo potenziale. La chiusura del birrificio prevista per la fine di maggio 2010 fu confermata il 21 aprile 2010.